# Guineematin
 (juin 2025).
Si vous disposez d'ouvrages ou d'articles de référence ou si vous connaissez des sites web de qualité traitant du thème abordé ici, merci de compléter l'article en donnant les références utiles à sa vérifiabilité et en les liant à la section « Notes et références ».
Guineematin se présente comme une plateforme d’actualités nationales, internationales, interview et d’opinions, offrant également des formats vidéo.

## Historique
Lancé le 7 juillet 2014, Guineematin se présente comme une plateforme d’actualités nationales, international, interview et d’opinions, offrant également des formats vidéo (Guineematin TV), fondé par le journaliste Nouhou Baldé, le site revendique une indépendance éditoriale totale, en dehors de toute pression politique, économique ou sociale. aujourd'hui, Il dispose d’une rédaction à Conakry, de correspondants préfectoraux et confronte analyses, chroniques, débats et participation citoyenne.
En juillet 2021, le site lance « La Grande interview », une émission télévisée hebdomadaire diffusée en direct pour analyser l’actualité guinéenne avec des invités prestigieux.
À partir du 15 août 2023, Guineematin est bloqué en Guinée (sans motifs publics). L’interruption dure deux mois. RSF installe un miroir, permettant l’accès au site via cette duplication.
Des manifestations et interventions du SPPG, AGUIPEL, FNDC, Presse Solidaire…, ainsi qu’une plainte contre X, dénoncent cette censure.

## Prix et récompense
- En 2021: Meilleur site d'infos par Médias Awards Guinée[11],[12]
- En 2020: Trophée du Djassa d’or[13] pour meilleur site web de Guinée (ceremony held in 2021)[12]
- En 2019 : Meilleur site d’informations (Guinea Best Company Awards)[14]
- En 2018 : Meilleur site d’informations (Agence Référence Communication)[12]